# Pterella immunita
Pterella immunita är en tvåvingeart som först beskrevs av Villeneuve 1923.  Pterella immunita ingår i släktet Pterella och familjen köttflugor.
Artens utbredningsområde är Egypten. Inga underarter finns listade i Catalogue of Life.